# 강령술
강령술(降靈術, 영어: necromancy)는 점술의 목적을 위해 망자의 영혼을 불러 오는 마법의 형태이다. 주로 흑마법이나 부두교에서 유래한 마법사나 주술사, 소환술사가 행하며, 사람의 시체나 동물의 사체를 소생시켜서 움직이는 능력을 가지고 있다고 한다. 또한 혼령을 불러내서 대화를 하거나 조종하는 능력이 있다.

## 같이 보기
- 영매
- 흑마법

## 참조
1. ↑  Strabo. Geography, Book XVI, Chapter 2, Section 39.